# Francisco Javier Jiménez de la Puente
Francisco Javier Jiménez de la Puente (Madrid, 5 d'octubre de 1883 - Madrid, 23 d'agost de 1936), també conegut com el comte de Santa Engracia, va ser un polític espanyol.

## Biografia
Va néixer a Madrid en 1883.
Membre de la fracció «Izquierda Liberal» que liderava Santiago Alba, va ser elegit diputat per Madrid en les Corts de la Restauració en els comicis de 1910, 1914, 1916, 1918, 1919 i 1920. A les de 1923 seria elegit diputat pel districte terolenc de Mora de Rubielos. Va ocupar de forma interina la cartera de Gracia i Justícia en dues ocasions, substituint interinament al titular Juan Alvarado y del Saz entre el 18 i el 22 de gener i entre el 17 i el 21 de març de 1917.
Va ser un dels polítics afusellats a la Presó Model de Madrid, ocupada per milicians esquerrans, entre el 22 i el 23 d'agost de 1936, durant la Guerra Civil espanyola.